# Paracis dejecta
Paracis dejecta is een zachte koraalsoort uit de familie Plexauridae. De koraalsoort komt uit het geslacht Paracis. Paracis dejecta werd in 1910 voor het eerst wetenschappelijk beschreven door Thomson & Russell. 